# 수염이끼과
수염이끼과(Theliaceae)는 털깃털이끼목에 속하는 이끼과의 하나이다. 3개 속으로 이루어져 있으며 수염이끼(Fauriella tenuis) 등을 포함하고 있다.

## 하위 속
- 수염이끼속 (Fauriella) - 깃털이끼과로 분류하기도 함.
- Myurella - 프테리기난드룸과로 분류하기도 함.
- 텔리아속 (Thelia)